# Viles de la república de la Xina
Les viles, o simplement municipis, són divisions administratives de tercer nivell de la república de la Xina. Les viles es troben jeràrquicament sota les comarques i tenen la mateixa consideració legal que les ciutats comarcals. Després de la segona guerra mundial i fins a l'actualitat, s'establiren les següents viles, basades en els municipis japonesos anteriorment vigents a Taiwan:
- Vila urbana (鎮, Zhèn): 41 municipis.
- Vila rural (鄉, Xiāng): 122 municipis.
- Vila indígena de muntanya (山地鄉, Shāndì xiāng): 24 municipis.

Tot i que les lleis locals no estableixen una normativa clara que les definisca, generalment tot i no arribar al nivell de les ciutats comarcals les viles urbanes tenen una població més gran, així com un comerç i indústria major, que les viles rurals. Sota les viles encara hi ha un quart nivell, els anomenats veïnats, que poden classificar-se en rurals a les viles indígenes de muntanya o a les rurals i urbans a les viles urbanes, les ciutats comarcals i als districtes.
A data de 2022, existeixen en total 184 viles, de les quals 38 són urbanes; 122 són rurals i 24 són viles indígenes de muntanya. D'aquestes viles, 174 (de les quals 35 urbanes i 118 rurals) es troben a la província de Taiwan; i les restants 10 viles (de les quals 3 urbanes i 4 rurals) estàn a la província de Fukien. Penghu i Lientxiang són les uniques comarques sense viles urbanes.